# Home of FIFA

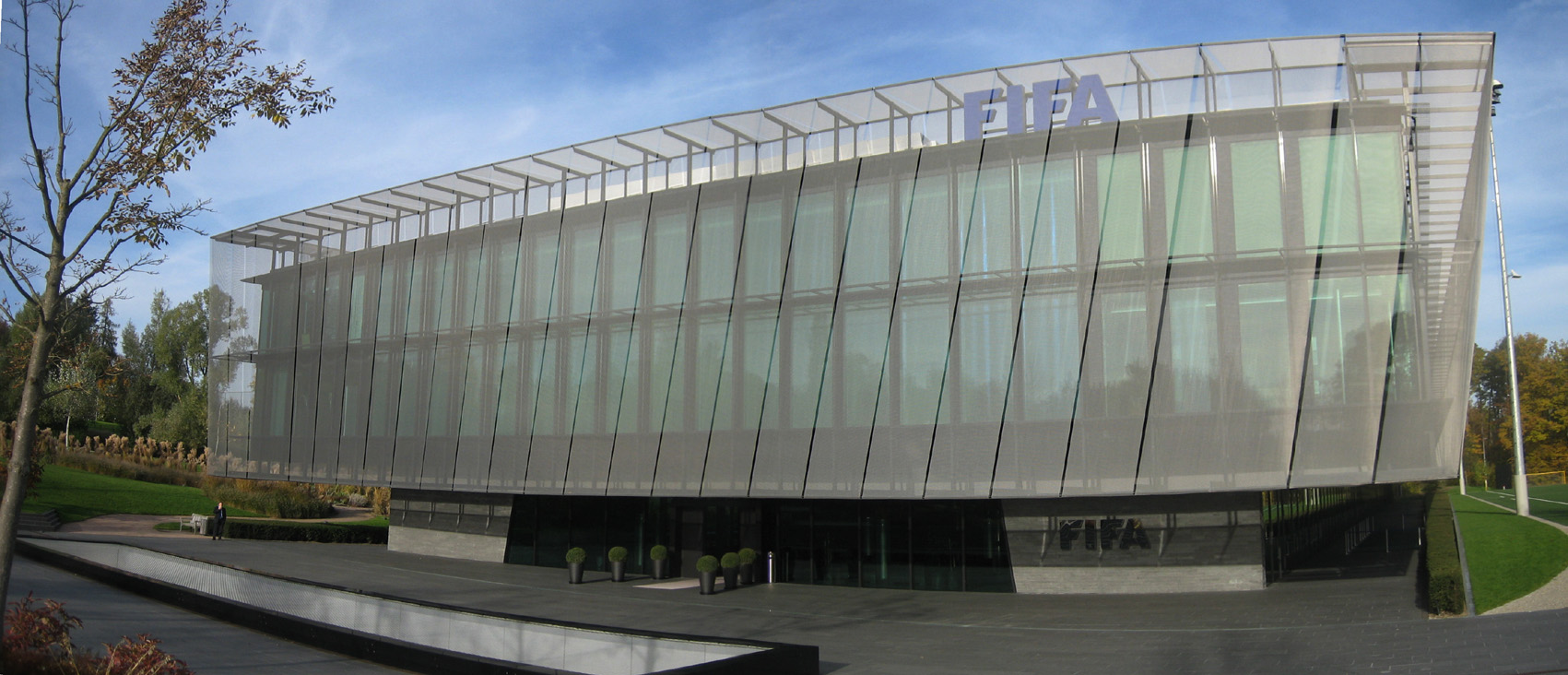
Home of FIFA, 2009

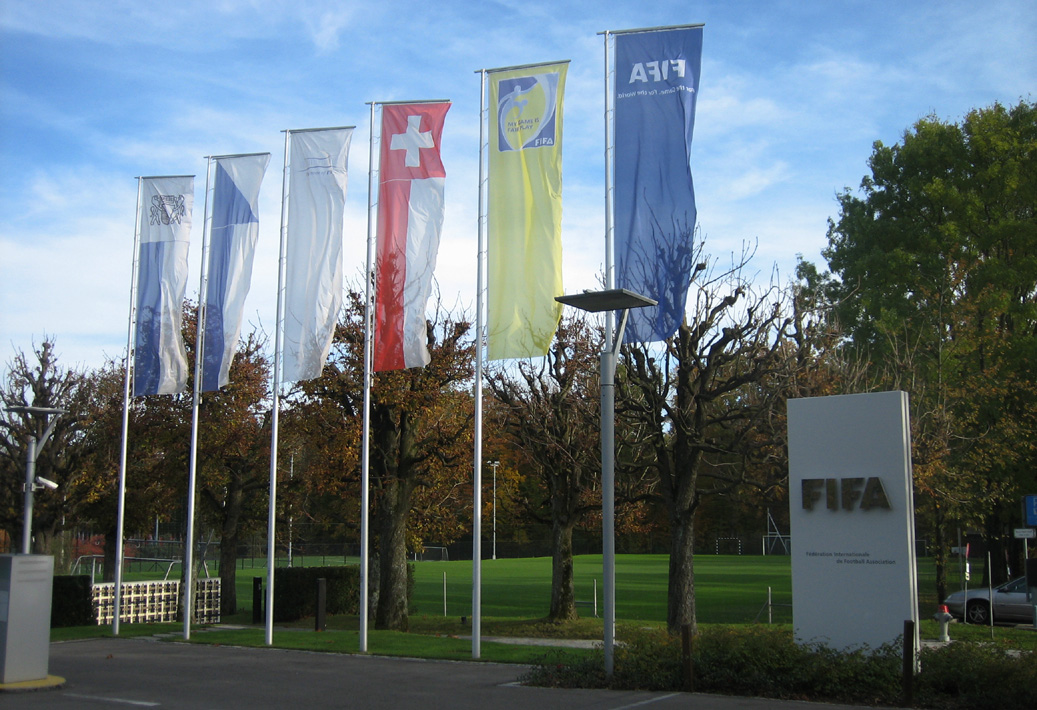
Einfahrt zum «Home of FIFA»

Das Home of FIFA ist ein Baukomplex auf dem Zürichberg, im Quartier Hottingen der Stadt Zürich. Es dient seit seiner Fertigstellung 2006 als Hauptsitz des Weltfussballverbandes FIFA.

## Geschichte
Nachdem der im Jahr 2000 bezogene Hauptsitz am Sonnenberg in Zürich den steigenden Ansprüchen nicht mehr genügte und die 270 Fifa-Angestellten auf sechs Liegenschaften verteilt waren, entschied sich die FIFA nach der Evaluation von 30 Standorten in und um Zürich für ein 44'000 Quadratmeter grosses Landstück beim Zoo Zürich, das ein Sport- und Freizeitzentrum der Credit Suisse beherbergte. Nach knapp zwei Jahren Planung und Realisierung konnte das Gebäude im Sommer 2006 bezogen werden. Einschliesslich des Landkaufs kostete der Bau 240 Millionen Franken (etwa 180 Millionen Euro).
Das Gebäude geriet in die Schlagzeilen, als im Mai 2015 wegen Korruptionsverdachts bezüglich der Fussball-Weltmeisterschaften 2018 und 2022 eine polizeiliche Hausdurchsuchung im FIFA-Hauptsitz erfolgte. Nachdem der damalige FIFA-Präsident Sepp Blatter im Februar 2016 vor dem Berufungskomitee der FIFA im Zusammenhang mit seiner Sperre erscheinen musste, verliess er nach über sieben Stunden Anhörung das Gebäude durch die Hintertür.
Im Zusammenhang mit der Austragung der FIFA WM 2022 protestierten der Osnabrücker Künstler Volker-Johannes Trieb sowie die Verbände AWO International und AWO Bezirk Westliches Westfalen vor der FIFA-Zentrale im April 2022 gegen die menschenverachtenden und grausamen Bedingungen der Arbeitsmigranten in Katar.

## Architektur
Das Gebäude, entworfen von der Architektin Tilla Theus, ist mit einem gewebeartigen Metallnetz, erstellt vom Dürener Unternehmen GKD, diagonal umspannt und erweckt zunächst einen schlichten Eindruck. Andererseits zeigt sich in der Gebäudegrösse und in den ausgewählten Materialien unverhohlener Luxus. Provozierend ist auch die Unzugänglichkeit des Gebäudes. Es steht ausschliesslich Fifa-Mitgliedern und Angestellten offen.
Der Hauptteil der FIFA-Zentrale ist unterirdisch: es gibt sechs Untergeschosse, jedoch nur zwei Obergeschosse. Unter der Erde befinden sich Archiv und Dokumentationszentrum, Technik-, Parlaments- und Meditationsraum und Parkplätze. Oberirdisch sind die Empfangshalle von der Grösse eines Fussballfeldes, die Büros für 300 Mitarbeiter und der Konferenzsaal. Wandverkleidungen aus Steinplatten, amerikanischem Nussbaumfurnier, Aluminium und Chromstahl, zwei Sitzbänke aus Onyx und ein Bodenbelag aus Lapislazuli bestimmen das luxuriöse Ambiente.
Der Grundstein enthält in seinem Innern einen stählernen Fussball von 1,3 Metern Durchmesser. Diese Stahlkugel ist mit 204 Säckchen Erde aus allen Mitgliedsverbänden der FIFA gefüllt.
Der Bau ist von sechs verschiedenen, parkähnlichen Anlagen umgeben, gestaltet vom Büro Vogt Landschaftsarchitekten. Die sechs Grünflächen sollen mit unterschiedlicher Vegetation das «Spiel der Kontinente» symbolisieren: Europa, Asien, Südamerika, Ozeanien, Afrika und Nordamerika. Ein anschliessender Sportbereich bietet vier Trainingsplätze.
Das Zusammenspiel zwischen künstlichem und natürlichem Licht ist eines der zentralen gestalterischen Elemente. Für die sechs Innenhöfe, die Fassade und die Innenräume schuf zudem der amerikanische Künstler James Turrell ein spezielles Lichtspiel.